# Russischer Marsch-Fantasie
Russischer Marsch-Fantasie (Marcia-Fantasia Russa), op. 353, è una marcia di Johann Strauss II.
Johann Strauss fu costretto a pagare una costosa "multa", se così si può definire, quando declinò l'invito a esibirsi per la stagione di concerti estivi a Pavlovsk nell'estate 1872, e scelse invece il più lucrativo impegno di esibirsi durante il Giubileo delle nazioni a Boston.
Strauss, come da contratto, aveva comunque già ultimato le composizioni che avrebbe proposto al pubblico durante quello che sarebbe stato il suo 12º "Tour Russo". Tra queste opere vi era anche la "Russische Marsch-Fantasie", che il suo editore, CA Spina, pubblicizzò nel mese di agosto 1872 e che il fratello del compositore, Eduard Strauss, diresse per primo davanti al pubblico viennese in un concerto nel "Schwender's' Neue Welt" di Hietzing il 12 settembre dello stesso anno.